# Saison 7 d'Inspecteur Barnaby
Chronologie
Saison 6 Saison 8
Cet article présente la septième saison de la série télévisée Inspecteur Barnaby.

## Distribution
Acteurs principaux
- John Nettles : Inspecteur Tom Barnaby
- Daniel Casey : Sergent Gavin Troy (épisode 1)
- John Hopkins : Sergent Dan Scott (épisodes 2, 3, 4, 5, 6, 7)

Acteurs récurrents
- Jane Wymark : Joyce Barnaby (épisodes 1, 2, 3, 4, 5, 6, 7)
- Laura Howard : Cully Barnaby (épisodes 1, 2, 4, 5, 6, 7)
- Barry Jackson (en) : Docteur George Bullard (épisodes 1, 2, 4, 5, 6, 7)
- Christine Estabrook : Martha Huber

## Liste des épisodes
1. L'Homme du bois
2. La Réunion des anciennes
3. La Malédiction du tumulus
4. Le Prix du scandale
5. La Légende du lac
6. Les Femmes de paille
7. Le Fantôme de Noël

### Épisode 1:L'Homme du bois
- Grande-Bretagne : 2 novembre 2003
- France :

- David Bradley (Tom)
- John Carlisle (Lord Fitzgibbon)
- Tim Woodward (Timothy Webster)
- Cherie Lunghi (Lillian Webster)
- Marc Buchner (Daniel Webster)
- Henry Cavill (Simon Mayfield)
- Jamie King (Steven Curtis)
- Fred Pearson (Charlie Birkett)
- Andrew Dunn (Const Crabbe)
- Terence Beesley (Jerry Curtis)
- Nicola King (Eleanor Curtis)
- Paul Thornley (Sgt Gill)
- Sally Mates (Helen Cartwright)
- Christine Estabrook (Martha Huber)

Joyce et Cully Barnaby participent à la restauration du tunnel du canal de Midsomer bâti il y a plus d'un siècle. Durant les travaux, un éboulement se produit et on découvre plusieurs squelettes anciens. L’inspecteur Barnaby venu sur place ouvre une enquête. L’autopsie révèle que les squelettes datent du XVIIIe siècle sauf l’un d'entre eux qui est plus récent…
Lieux de tournage
- Harefield (Hertfordshire)
- Sapperton (Gloucestershire)

### Épisode 2:La Réunion des anciennes
- Grande-Bretagne : 4 janvier 2004
- France :

- Daniel Crowder (Noel Woods)
- Helen Grace (Lynn Spearman)
- Esther Hall (Cassie Woods)
- Ruth Jones (Rachael Rose)
- Helen Lindsay (Mary Pierce)
- Christine Moore (Shirley Bennett)
- John Normington (Donald Tew)
- John Standing (Dr Charles Rust)
- Hilton McRae (Matthew Spearman)
- Nina Marc (Fiona Thompson)
- Michael Simkins (Gary Thompson)
- Paul Thornley (Sgt Gill)
- Chris Barnes (Pub landord)
- Elaine Donnelly (réceptionniste)
- Alex Belcourt (WPC Julie)
- Christine Estabrook (Martha Huber)

Le nouveau partenaire de l’Inspecteur Barnaby, le Sergent Dan Scott, arrive de Londres. Celui-ci ne cache pas son peu d'enthousiasme à l'idée de travailler dans un district de campagne. Mais il est immédiatement entrainé dans une enquête pour meurtre à Midsomer Mallow…
Fiona Thompson, la victime, a été retrouvée poignardée dans un grand champ communal. Personne ne l'avait revue depuis la veille lors d'une soirée organisée par l'association des résidents dont elle était membre. Celle-ci avait quitté brusquement la fête après une dispute conjugale à laquelle tous les participants assistèrent. Un témoin rapporte avoir entendu un bruit mystérieux peu de temps après le départ de Fiona...
Lieux de tournage
- Cuddington (Buckinghamshire)
- Warborough (Oxfordshire)

### Épisode 3:La Malédiction du tumulus
- Grande-Bretagne : 11 janvier 2004
- France :

- Lynda Bellingham (Jane Willows)
- Jim Carter (Nathan Green)
- Diana Kent (en) (Anne Heldman)
- Henry Ian Cusick (Gareth Heldman)
- Nicholas Rowe (acteur) (David Hartley-Reade)
- Rebecca Saire (Miriam Hartley-Reade)
- Terrence Hardiman (docteur James Lavery)
- Susannah Doyle (Vanessa Stone)
- Nick Barber (Harry Green)
- Malcolm Tierney (Per Hansen)
- Tim Treloar (officier de police)

Trente ans auparavant, Roger Heldman, propriétaire terrien, meurt en pleine nuit dans le tumulus de Midsomer.
Aujourd’hui, Gareth Heldman, son fils assiste au lancement du livre de son cousin, David Hartley-Reade sur les légendes celtiques. Celui-ci souhaiterait fêter le solstice d'été sur le tumulus, mais la mère de Gareth refuse le projet. En effet, David est le fils de l'archéologue qui travaillait sur les fouilles du tumulus avec son mari.
Lieux de tournage
- Gerrards Cross (Buckinghamshire)
- Great Haseley (Oxfordshire)
- Mapledurham (Berkshire)

### Épisode 4:Le Prix du scandale
- Grande-Bretagne : 18 janvier 2004
- France :

- Stella Gonet (Grace Maplin)
- Tom Mannion (Sam Callaghan)
- Emma Buckley (Jezebel Tripp)
- Robert Whitelock (John Denton)
- Michael N Harbour (Harry Poulson)
- Margot Leicester (Kay Settingfield)
- Donald Sumpter (Tim Settingfield)
- Susan Engel (Camilla Crofton)
- Rachel Bell (Mrs Hunnicutt)
- Mark Umbers (Neville Williams)
- Damien Lyne (David Lowry)
- Victoria Wicks (Helen Callaghan)
- Caroline Lintott (Travel agent)
- Alex Belcourt (WPC Julie)

Un auteur local est découvert mort chez lui la veille de l’ouverture du 12e festival littéraire de Midsomer. Sam Callaghan, éditeur local et sponsor du festival, est déterminé à ne rien annuler, d’autant plus que les organisateurs ont persuadé l'auteur à succès Jezebel Tripp de faire partie du jury.
À l'ouverture de l’enquête, l’inspecteur Barnaby et le sergent Scott découvrent qu'il s'agit en fait d'un meurtre et aussi que la victime et John Denton, un écrivain nommé pour le festival, s'étaient disputés la veille. John est un ami de Cully Barnaby et celle-ci n'apprécie guère qu'il soit soupçonné à cause de son passé de délinquant.
- L'acteur Mark Umbers, qui interprète ici le personnage de Neville Williams, réapparaîtra dans l'épisode 1 de la saison 11, Les Noces de sang, dans lequel il incarnera le personnage de Harry Fitzroy.

Lieux de tournage
- Beaconsfield (Buckinghamshire)
- Chesham (Buckinghamshire)
- Warborough (Oxfordshire)

### Épisode 5:La Légende du lac
- Grande-Bretagne : 25 janvier 2004
- France :

- William Gaunt (Michael Bannerman)
- Sophie Hunter (Bella Monday)
- Alan Cox (Stephen Bannerman)
- Rachel Power (Lorna Bannerman)
- Frances Tomelty (Audrey Monday)
- Freddie Jones (Benbow)
- Dave Hill (Clive Cruickshank)
- Raymond Coulthard (Lawrence Haggard)
- Peter-Hugo Daly (Wesley)
- Leon Ockenden (Jamie Cruickshank)
- Stephen Beresford (Marcus Poole)
- Elaine Donnelly (Maureen Cruickshank)
- Siobhan Hewlett (Amanda)
- John Sackville (architecte)

Lieux de tournage
- Dorchester (Oxfordshire)
- Haddenham (Buckinghamshire)
- Nettlebed (Oxfordshire)
- Thame (Oxfordshire)

### Épisode 6:Les Femmes de paille
- Grande-Bretagne : 29 février 2004
- France :

- Keith Barron (Alan Clifford)
- Richenda Carey (Margaret Hopkins)
- Richard Cordery (docteur John Cole)
- Maggie O'Neill (Agnes Waterhouse)
- Jonathan Hackett (Rev Jim Hale)
- Kelly Hunter (Kate Malpas)
- Daniel Weyman (Matthew Cole)
- Jemima Rooper (Jo Clifford)
- Susannah Wise (Liz Francis)
- Martin Herdman (Jed Fox)
- Caroline Lintott (Sally Middleton)
- Sarah Ball (Denise Jenkins)
- Madeleine Rakic-Platt (Lucy Middleton)
- Alex Belcourt (WPC Julie)

Lors du renouveau d’un ancien festival traditionnel à Midsomer Parva, le vicaire Alex Dakin est brûlé vif à l’intérieur d’une femme de paille. Au même moment a lieu une grande fête à Manor House, une grande propriété appartenant à Alan Clifford qui est en perpétuel conflit avec les villageois et l’Eglise.
Lieux de tournage
- Ibstone (Buckinghamshire)
- Turville (Buckinghamshire)

### Épisode 7:Le Fantôme de Noël
- Grande-Bretagne : 25 décembre 2004
- France :

- John Burgess (Douglas)
- Daphne Oxenford (Muriel)
- Kevin Doyle (Ferdy Villiers)
- Margery Mason (Lydia Villiers)
- Haydn Gwynne (Jennifer Carter)
- Alice Patten (Emily Hyde)
- Dominic Colenso (Aidan Carter)
- William Chubb (Digby Frears)
- Mel Martin (Kate Frears)
- Lydia Leonard (Phoebe Frears)
- Philip Quast (Ross Villiers)
- Bruce Alexander (Dominic Jones)
- Claire Carrie (Claire English)
- Bryan Matheson (vicaire)
- Harry Gostelow (docteur)
- Rory Copus (Howard Frears)
- Charles Millham (détective)
- Tim Treloar (client du pub)
- Laura Jeffree (fille)
- Christopher Sutton (Aiden à 11 ans)
- Gemma Martin (Phoebe à 12 ans)
- Luke Foster (Howard à 4 ans)

Neuf ans après le suicide de Ferdy Villiers, toute sa famille se réunit pour fêter Noël à Draycott House, leur maison de campagne. L’atmosphère est tendue et il apparaît clairement que les membres de la famille ont des secrets à cacher. Une énigme dans un biscuit de Noël prévoit deux morts prochaines. Tante Lydia meurt après une chute accidentelle qui se révèle être finalement un meurtre.
Lieux de tournage
- Beaconsfield (Buckinghamshire)
- Bracknell (Berkshire)
- Denham (Buckinghamshire)
- Harpsden (Oxfordshire)